# Kovaliovka (Baixkíria)
|  | Per a altres significats, vegeu «Kovaliovka». |

Kovaliovka (en rus: Ковалёвка) és un poble de Baixkíria, a Rússia, que en el cens del 2010 tenia 81 habitants. Pertany al districte de Iermolàievo.